# 카얀족

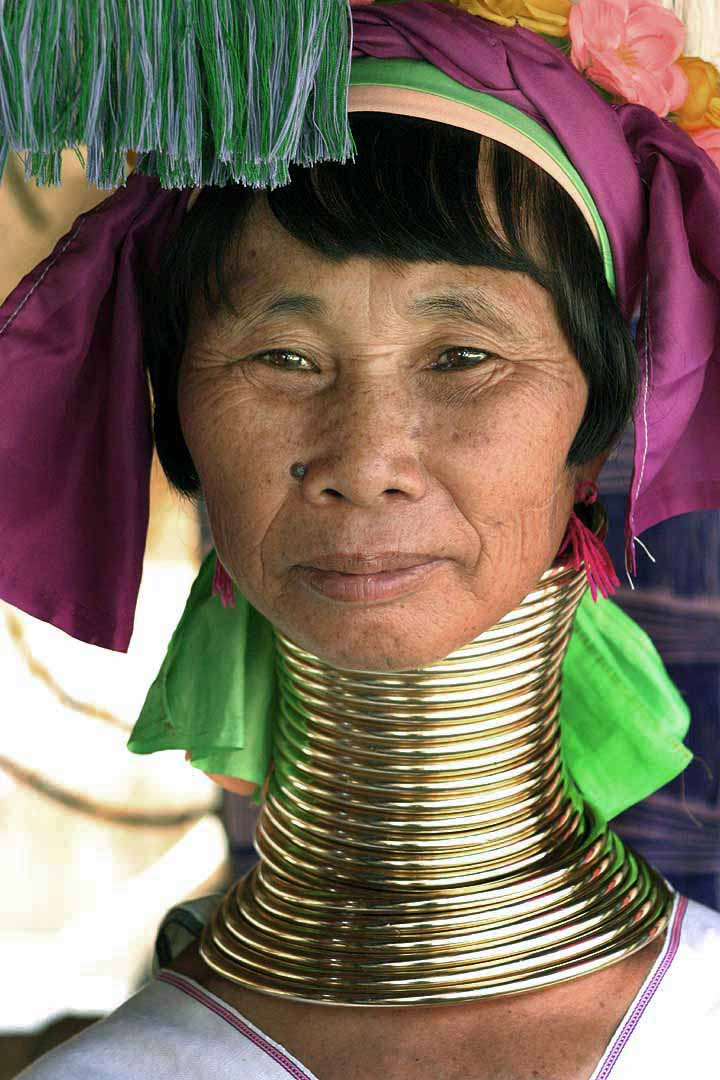
목에 고리들을 두른 카얀족 여인

카얀족(Kayan)은 카렌족, 그 중에서도 카렌니족(카야족)의 한 하위 집단이다. 파다웅족(Padaung)이라고도 하는데, "파다웅족"이라는 말은 본래 샨족이 목에 고리들을 두르는 것으로 잘 알려진 카얀 라위족을 가리키던 말로서, 현재는 이 특정 집단을 가리키기도 하고 카얀족 전체를 가리키기도 하는 표현이다. 총 인구는 약 18만 명으로 추산되며 주로 기독교를 믿는다. 미얀마 샨주, 카야주, 카인주에 걸쳐서 거주하는데 1980~90년대 미얀마 군부와의 충돌로 일부는 인접한 태국 국경지대로 난민으로 유입되기도 했다.

## 같이 보기
- 카렌족